# Filaroididae
Filaroididae är en familj av rundmaskar. Enligt Catalogue of Life ingår Filaroididae i ordningen Strongylida, klassen Secernentea, fylumet rundmaskar och riket djur, men enligt Dyntaxa är tillhörigheten istället ordningen Strongylida, klassen Adenophorea, fylumet rundmaskar och riket djur. Enligt Catalogue of Life omfattar familjen Filaroididae 2 arter. 
Kladogram enligt Catalogue of Life och Dyntaxa:
| Filaroididae | \| \| Filaroides \| \| \| \| \| \| Oslerus \| \| \| \| \| \| Parafilarioides \| \| \| \| |
|              | \| \| Filaroides \| \| \| \| \| \| Oslerus \| \| \| \| \| \| Parafilarioides \| \| \| \| |
|              | Amidostomatidae                                                                          |
|              |                                                                                          |
|              | Ancylostomatidae                                                                         |
|              |                                                                                          |
|              | Ancylostomidae                                                                           |
|              |                                                                                          |
|              | Angiostrongylidae                                                                        |
|              |                                                                                          |
|              | Cloacinidae                                                                              |
|              |                                                                                          |
|              | Crenosomatidae                                                                           |
|              |                                                                                          |
|              | Dictyocaulidae                                                                           |
|              |                                                                                          |
|              | Heligosomidae                                                                            |
|              |                                                                                          |
|              | Herpetostrongylidae                                                                      |
|              |                                                                                          |
|              | Metastrongylidae                                                                         |
|              |                                                                                          |
|              | Molineidae                                                                               |
|              |                                                                                          |
|              | Ornithostrongylidae                                                                      |
|              |                                                                                          |
|              | Pharyngostrongylidae                                                                     |
|              |                                                                                          |
|              | Protostrongylidae                                                                        |
|              |                                                                                          |
|              | Pseudaliidae                                                                             |
|              |                                                                                          |
|              | Skrjabingylidae                                                                          |
|              |                                                                                          |
|              | Strongylidae                                                                             |
|              |                                                                                          |
|              | Syngamidae                                                                               |
|              |                                                                                          |
|              | Trichostrongylidae                                                                       |
|              |                                                                                          |
|              | Uncinariidae                                                                             |
|              |                                                                                          |
|              | Filaroides                                                                               |
|              |                                                                                          |
|              | Oslerus                                                                                  |
|              |                                                                                          |
|              | Parafilarioides                                                                          |
|              |                                                                                          |

|  | Filaroides      |
|  |                 |
|  | Oslerus         |
|  |                 |
|  | Parafilarioides |
|  |                 |